# San Miguel Tenango (Puebla)
San Miguel Tenango es una localidad del estado mexicano de Puebla. Es parte del municipio de Zacatlán.

## Demografía
| Censo | Población |
| ----- | --------- |
| 1900  | 1 359     |
| 1910  | 1 859     |
| 1921  | 996       |
| 1930  | 1 666     |
| 1940  | 1 964     |
| 1950  | 1 891     |
| 1960  | 1 224     |
| 1970  | 1 248     |
| 1980  | 1 375     |
| 1990  | 1 404     |
| 1995  | 1 358     |
| 2000  | 1 359     |
| 2005  | 1 149     |
| 2010  | 1 263     |
| 2020  | 1 323     |